# Skjulte stjerner
Skjulte stjerner var et dansk underholdningsprogram og talentkonkurrence, der blev sendt på DR1 i 2011. I programmet skulle otte kendte danske sangere udvælge en duetpartner - en "Skjult stjerne" - som de skulle optræde sammen. Deltagerne (de "Skjulte stjerner") var uvidende blevet tilmeldt programmet af venner og familie og herefter udvalgt af otte kendte sangere; Tim Schou, Karen, USO, Magnus Vigilius, Anders Blichfeldt, Clara Sofie, Johnny Reimar og Marie Frank. Programmet havde ingen dommere, men blev afgjort baseret udelukkende på seernes stemmer. Programmets vært var Felix Smith. Programmet havde premiere fredag den 2. september 2011.
Grundet lave seertal blev programmet ikke forlænget.

## Udsendelser
1. Stjerne bliver fundet – 2. september 2011
2. Liveshow 1 – 9. september 2011
3. Liveshow 2 – 16. september 2011
4. Liveshow 3 – 23. september 2011
5. Liveshow 4 – 30. september 2011
6. Liveshow 5 (Semifinale) – 7. oktober 2011
7. Liveshow 6 (Finalen) – 14. oktober 2011

## Sange og resultater
| Kendt             | Skjulte stjerne | 1. Uge               | 2. Uge                 | 3. Uge                                | 4. Uge                       | 5. Uge                                                   | Finalen                                           | Finalen                      | placering |
| ----------------- | --------------- | -------------------- | ---------------------- | ------------------------------------- | ---------------------------- | -------------------------------------------------------- | ------------------------------------------------- | ---------------------------- | --------- |
| Tim Schou         | Thomas          | "Firework"           | Time Of My Life & Baby | New Tomorrow & Calling A Friend       | "Somewhere Over the Rainbow" | "Listen/Dancing on My Own"                               | "Moves Like Jagger"/"Run To You"                  | "Somewhere over the Rainbow" | 1.        |
| Karen             | Mie             | Empire State of Mind | Dancing in The Street  | Lås Og Slå                            | Use Somebody                 | Bleeding Love/Purple Rain                                | Det Burde Ikke Være Sådan Her/Rolling In The Deep | Empire State of Mind         | 2.        |
| Uso               | Emily           | Beggin'              | The Way I Are          | Hey Shorty & Dans Som Michael Jackson | Indestructible               | Set Fire To The Rain/I Need A Dollar & Money Money Money | Lidt I Fem & Momentet/Telephone                   |                              | 3.        |
| Magnus Vigilius   | Nanna           | Save Yor Love        | Elephant Love Medley   | You Raise Me Up                       | Baby I'm a Fool              | As/Fly Me To The Moon                                    |                                                   |                              | 4.        |
| Anders Blichfeldt | Kirstine        | I love Rock 'N' Roll | Baby When You're Gone  | No Peace Like In Heaven               | Uden Dig                     |                                                          |                                                   |                              | 5.        |
| Clara Sofie       | Christoffer     | Save the World       | Broken Strings         | Lever For Dig & Tiden Går Baglæns     |                              |                                                          |                                                   |                              | 6.        |
| Johnny Reimar     | Methe           | Slow Boat To China   | Jackson                |                                       |                              |                                                          |                                                   |                              | 7.        |
| Marie Frank       | Jonas           | When Tomorrow Comes  |                        |                                       |                              |                                                          |                                                   |                              | 8.        |

### Farveforklaring
– Vinder
     – Andenplads
     – fik nok sms-stemmer til at gå videre
     – røg i farezonen, men blev stemt videre. Undtagen i 1. liveshow, hvor der ikke var en ny afstemning, men hvor man bare havde fået 2. eller 3. flærrest sms-stemmer
     – røg i farezonen og senere stemt ud
     – er tidligere blevet stemt ud, og deltager derfor ikke
     – Fik ikke nok stemmer, og røg derfor ud.

## Ekstern henvisning
- DR 1, Skjulte stjerner